# Бёюк-Дахна
Бёюк-Дахна (азерб. Böyük Dəhnə) — село и одноимённый муниципалитет в Шекинском районе Азербайджана.

## География
Бёюк-Дахна расположена в 30 км к юго-западу от районного центра Шеки, в 10 км от озера Аджиноур. Близлежащие села, к северу Кичик-Дахна, к югу Сучма.

## Этимология
Название села образовано от слов «бёюк» (азерб. Böyük) — большой, большая и «дахна» (азерб. Dəhnə) — запруда.

## История
В «Кавказском календаре» от 1856 года упоминается село Беюкъ-Дегне Гюйнюкскаго магала. 
Жители указываются «татарами» (азербайджанцами), язык — «татарский» (азербайджанский) а по религии — мусульмане-сунниты.
В 1902 году на территории села был обнаружен артефакт с надписью на греческом языке, относящейся к античному периоду. Надпись гласила: «Айлий Ясон Евнону благодетелю памяти ради». Там же был обнаружен древний гончарный водопровод.

## Население
Преобладающая национальность — азербайджанцы. Также в селе проживают рутульцы.
Согласно результатам Азербайджанской сельскохозяйственной переписи 1921 году в Бёюк-Дегне с ятагом Кара-Тапа Нухинского уезда Азербайджанской ССР насчитывалось 397 хозяйств в которых проживали  1638 человек, преимущественно тюрки-азербайджанцы (азербайджанцы), само население состояло из 829 мужчин и 809 женщин. 
По материалам издания «Административное деление АССР», подготовленного в 1933 году Управлением народно-хозяйственного учёта Азербайджанской ССР (АзНХУ), по состоянию на 1 января 1933 года Беюк-Дахна являлась центром одноимённого сельсовета Нухинского района Азербайджанской ССР. В селе проживало 1570 человек (406 хозяйств, 780 мужчин и 790 женщин). Национальный состав всего сельсовета, в который также входило село Сучма на 100 % состоял из тюрков (азербайджанцев).
Махалля (кварталы) села Бёюк-Дахна: Баламмедли, Хаджимамедли, Имам ушагы, Гову гырагы, Джавадлар доггазы, Даллекли, Сярчяли, Юзбашылы, Панахлар.

## Известные уроженцы
Гюльянаг и Гюльяз Мамедовы — азербайджанские певицы, народные артистки Азербайджана.